# Meßkirch
Meßkirch ou Messkirch é uma cidade da Alemanha localizada no distrito de Sigmaringen, região administrativa de Tubinga, estado de Baden-Württemberg.
Meßkirch foi residência dos condes de Zimmern, muito conhecidos pela "crónica zimmerniana" do Conde Froben Christoph (1559–1566).
O município é constituído pelas seguintes aldeias e povoações:

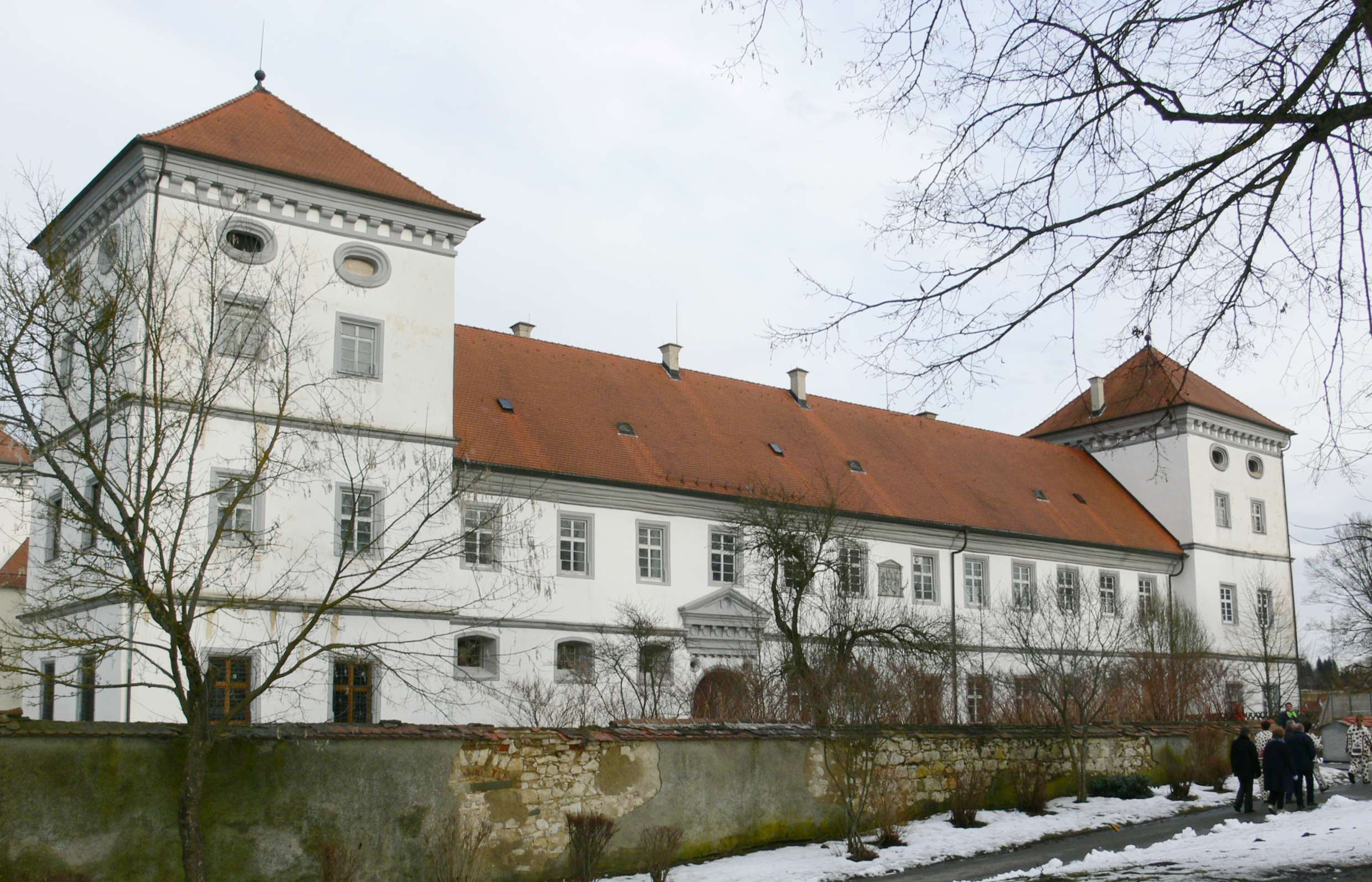
O castelo renascentista em Meßkirch

| Brasão de armas   | Distrito                                                     | Habitantes (2010) | Área    |
| ----------------- | ------------------------------------------------------------ | ----------------- | ------- |
| Meßkirch          | Meßkirch (localidade principal) com Igelswies e Schnerkingen | 5660              | 2465 ha |
| Dietershofen      | Dietershofen com Buffenhofen                                 | 147               | 405 ha  |
| Wappen Heudorf    | Heudorf                                                      | 338               | 787 ha  |
| Wappen Langenhart | Langenhart                                                   | 235               | 435 ha  |
| Wappen Menningen  | Menningen com Leitishofen                                    | 458               | 916 ha  |
| Rengetsweiler     | Rengetsweiler                                                | 406               | 505 ha  |
| Ringgenbach       | Ringgenbach                                                  | 203               | 499 ha  |
| Wappen Rohrdorf   | Rohrdorf                                                     | 800               | 1611 ha |

## Cidadãos notórios
Nasceu nesta cidade o famoso pregador Johann Ulrich Megerle (nascido perto de Kreenheinstetten), o compositor Conradin Kreutzer, o arcebispo Conrad Gröber, o escritor e vencedor do Prêmio Georg Büchner Arnold Stadler e, o mais famoso, o filósofo Martin Heidegger.

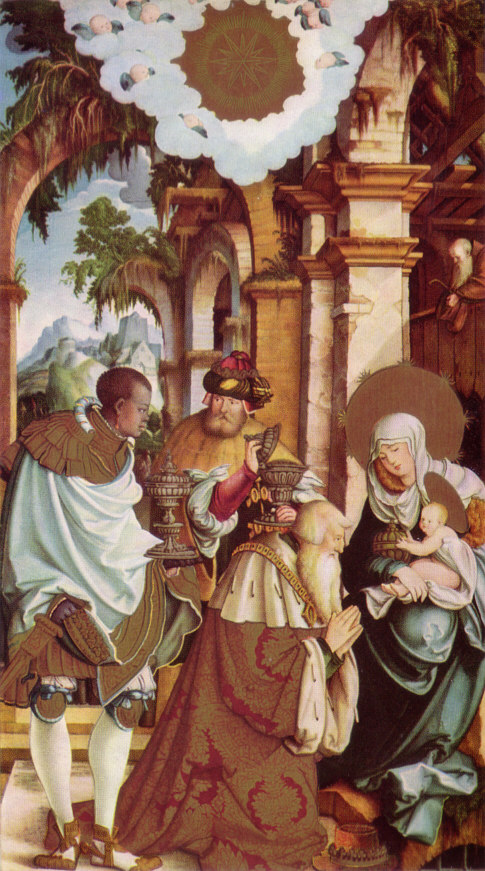
Mestre de Meßkirch: Adoração dos Magos, c. 1538

A cidade também está ligada ao pintor Renascentista cujo nome pelo qual é conhecido é o Mestre de Meßkirch. A sua "Adoração dos Magos" pode ser vista na igreja de St. Martin.

## Cultura

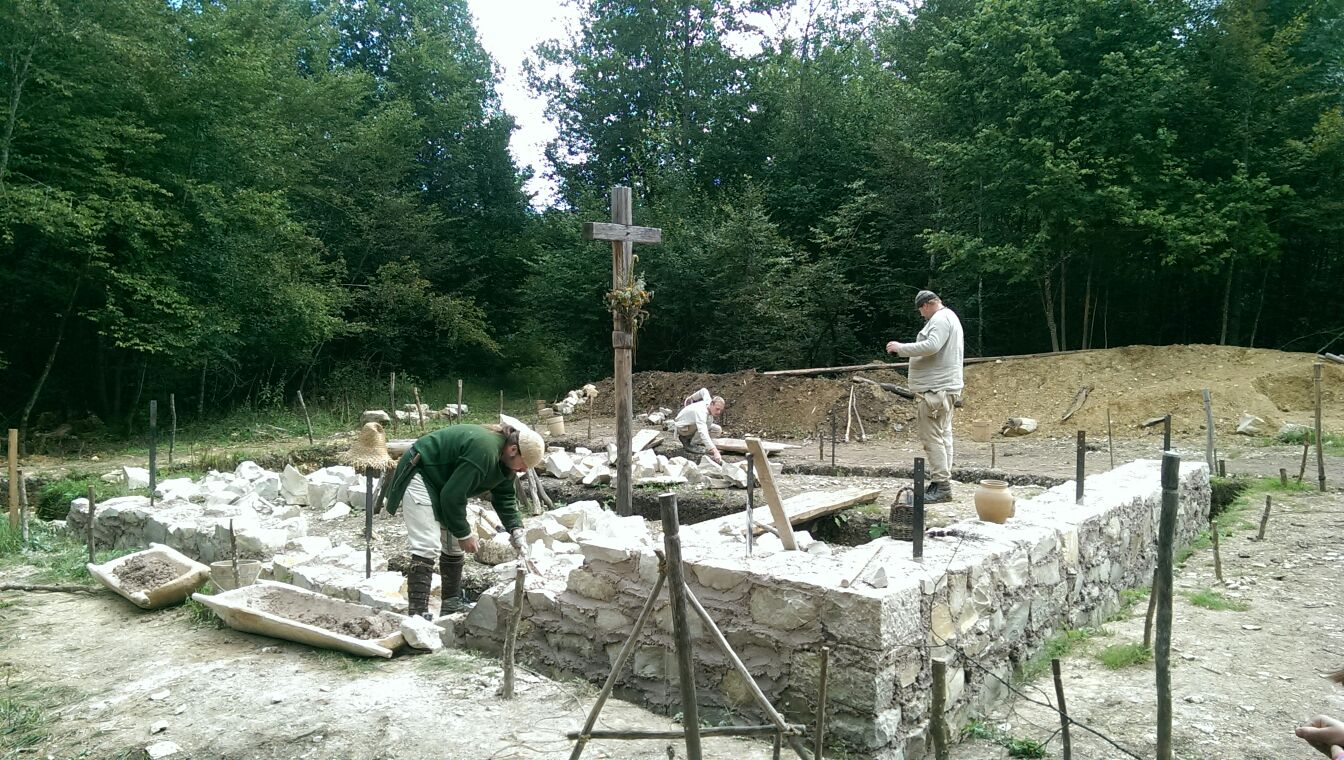
Campus Galli 2014 (en)

O transmissor de rádio Bodenseesender está localizado perto da aldeia de Rohrdorf.